# شذى علي الطائي
شذى علي شفيق الطائي باحثة وعالمة عراقية من مواليد بغداد. حاصلة على شهادة بكالوريوس علوم حياة (مايكروبايولوجي) من كلية علوم في الجامعة المستنصرية عام 1997، وشهادة الماجستير في علوم الحياة باختصاص الفطريات من جامعة بغداد في عام 2000، ثم حصلت على شهادة الدكتوراه في الاختصاص الدقيق للسموم الفطرية من كلية العلوم في الجامعة المستنصرية عام 2006. وهي تعمل بمجال علوم الحياة وتخصصت في علم الفطريات والسموم الفطرية.
وشغلت منصب استاذة في الجامعة منذ عام 2010.

## الجوائز والتكريمات
حصلت على العديد من الجوائز وكتب الشكر ومنها:
- جائزة دولية لوريال يونسكو من أجل المرأة في العلم

(زمالة المشرق العربي ومصر) 20 أيلول 2016 كأحدى العالمات الخمس في الوطن العربي لعام 2016.
- جائزة المستنصرية للعلوم والاداب 18 نيسان 2016 .
- شكر وتقدير من مساعد رئيس الجامعة المستنصرية تثمينا لنشر بعض الكتب المؤلفة في دور نشر عالمية في المانيا والولايات المتحدة الأمريكية لعام 2015 و2016
- حصلت على ثلاثة كتب شكر وتقدير من وزير التعليم العالي والبحث العلمي
- حصلت على الشكر والتقدير من رئيس الجامعة المستنصرية لحصولها على براءة اختراع 2015
- شكر وتقدير من عميد كلية العلوم في الجامعة المستنصرية وكليات أخرى.
- شكر وتقدير من رئيس الجامعة التكنولوجية لعام 2015
- شكر وتقدير من كلية الزراعة للمشاركة في الندوة العلمية الأولى في القطر للسموم الفطرية عام 2011.

## النشاطات العلمية
- الإشراف على أربعة رسائل ماجستير ضمن الاختصاص الدقيقي الفطريات والسموم الفطرية.
- مناقشة (40) رسالة ماجستير وأطروحة دكتوراه كعضو أو رئيس لجنة مناقشة.

## الأنتساب المهني أو الجمعيات
- عضو في الجنة العلمية للاستلال الإلكتروني في كلية العلوم في الجامعة المستنصرية.
- عضو اللجنة العلمية في قسم علوم الحياة بكلية العلوم في الجامعة المستنصرية.

## العضوية
- عضو في منظمة البايولوجيين العراقيين
- عضو في رابطة التدريسين الجامعيين
- عضو هيئة تحرير في خمسة مجلات علمية عالمية.
- مقوم علمي في مجلة (اماراباك) العربية لعام 2015 و2016.

## أهم الإنجازات
حازت على براءة اختراع صادرة من الجهاز المركزي للتقييس والسيطرة النوعية تحت عنوان (تقييم كفاءة المجال المغناطيسي وبعض المدصات الكيميائية في اختزال سم الزيرالينون) لعام 2015.
كما نشرت مايقارب 42 بحثا في مجلات ومؤتمرات علمية رائدة بالإضافة إلى نشر خمسة كتب مؤلفة من قبل شركات نشر ألمانية وأمريكية ضمن حقل الاختصاص (الفطريات والسموم الفطرية).